# Mot Dag
Mot Dag (noruec: [ˈmuːt ˈdɑːɡ], Cap al dia) va ser una revista i un grup polític comunista noruec que va esser actiu des de la dècada de 1920 fins a principis de la dècada de 1930, quan es va incorporar al Partit Laborista. Després de la Segona Guerra Mundial, molts dels seus antics membres foren capdavanters en la política i les activitats culturals noruegues.

## Formació
Va ser creat el 1921 sota la iniciativa d'Erling Falk (1887-1940), en part amb orígens en el fòrum de debats de l'Associació d'estudiants Socialdemòcrates (Den Socialdemokratiske Studenterforening) de la Universitat d'Oslo, més tard Organització d'Estudiants Comunistes, i en part a partir d'un cercle d'estudi dirigit per Falk, que a partir de 1919 va implicar Viggo Hansteen, Axel Sømme i Arnold Hazeland. Els membres estaven fortament lligats a la personalitat de Falk i estaven subjectes a una rigorosa disciplina. El grup publicà entre 1921 i 1936 la revista Mot Dag. El primer editor va ser el futur autor i consultor de publicacions Sigurd Hoel (1890-1960).

El Mot Dag va ser membre col·lectiu del Partit Laborista de Noruega des de març del 1922 fins a l'agost de 1924, però va ser exclòs després d'una sèrie de desacords. El 1927, el Mot Dag formava part del Partit Comunista Noruec (NKP). Des de 1929, el Mot Dag va ser una organització política independent. A la meitat de la dècada de 1930, va intentar sense èxit establir un nou partit obrer. Després de la malaltia del líder carismàtic Erling Falk, Trond Hegna (1898-1992) va assumir el lideratge real. Hegna seria més tard membre del Parlament noruec (Storting) i líder del comitè de finances de l'Storting. Els membres del Mot Dag eran coneguts com a « motdagister » (« Motdagistes »).

## Final del Mot Dag i influència posterior
El 1930, l'editorial Fram forlag es va constituir en part per publicar l'enciclopèdia dels treballadors (Arbeidernes Leksikon, 1933). Tant la revista com l'organització es van dissoldre el 1936. L'organització tenia almenys uns 200 membres i, quan es va dissoldre el 1936, en tenia uns 100. La majoria dels membres van seguir les instruccions internes d'inscriure's al partit laborista.
Després de la Segona Guerra Mundial, molts d'antics membres del Mot Dag van ser líders en la política i la cultura noruecs. Els primers tres primers ministres de la postguerra noruec, Einar Gerhardsen, Oscar Torp i John Lyng, havien estat membres en cert moment del Mot Dag. A més, hi havia Gudmund Harlem, secretari de defensa, pare de Gro Harlem Brundtland; Haakon La inamovible secretari del Partit Laborista i alcalde d'Oslo, Brynjulf Bull, i el futur canceller de la RFA, Willy Brandt. Molts autors, intel·lectuals i futurs líders polítics i funcionaris també n'eren membres. Cal destacar el cineasta Olav Dalgard; els autors Helge Krog, Odd Eidem, Sigurd Hoel, Arnulf Øverland, Nic Waal i Inger Hagerup: aquests dos últims de les poques dones que es van relacionar amb Mot Dag; el futur director de la informació militar noruega Vilhelm Evang i el futur director de la Direcció de Salut de Noruega, Karl Evang. L'economista i futur professor universitari Johan Vogt, que juntament amb Falk, va esser al darrere de la primera traducció de Das Kapital al noruec.